# CBSスポーツ
CBSスポーツ（CBS Sports）は、CBSのスポーツ中継などを扱う製作部門。

## 主なスポーツ中継番組
アメリカンフットボール
- NFL
  - NFL on CBS（1956年 - 1993年、1998年 - ）
  - スーパーボウル（第1回（1967年、NBCでも放送された）、第2回、第4回、第6回、第8回、第10回、第12回、第14回、第16回、第18回、第21回、第24回、第26回、第35回、第38回、第41回、第44回、第47回、第50回、第53回。第55回（2021年）も放送決定）
- カレッジフットボール
  - サウスイースタン・カンファレンス（SEC on CBS、1996年 - ）
  - マウンテン・ウェスト・カンファレンス選手権（2013年 - ）
  - サンボウル（1968年 - ）
  - アーミー・ネイビー・ゲーム（1996年 - ）

バスケットボール
- NCAA男子バスケットボールトーナメント
  - The Road to the Final Four（1981年 - ）
- ゴルフ
  - マスターズ・トーナメント（1956年 - ）
  - 全米プロゴルフ選手権（1991年 - 2019年）
- UEFAチャンピオンズリーグ決勝
- CBSスポーツ・スペクタキュラー

### 過去に放送されていた番組
- メジャーリーグベースボール
  - Major League Baseball on CBS（1955年 - 1965年、1990年 - 1993年）
  - ワールドシリーズ（1990年 - 1993年）
- NBA（NBA on CBS、1973年 - 1990年）
- NHL（NHL on CBS、1968年 - 1972年、1980年）
- 冬季オリンピック（スコーバレー（1960年）、札幌（1972年）、アルベールビル（1992年）、リレハンメル（1994年）、長野（1998年））
- 全米オープンテニス（1968年 - 2014年）
- 総合格闘技
  - Elite Xtreme Combat（MMA on CBS、2008年）
  - Strikeforce（Strikeforce on CBS、2009年 - 2010年）
  - Titan Fighting Championship（Titan MMA on CBS、2014年 - 2015年）

## アナウンサー
- ジム・ナンツ
- グリッグ・ガンベル
- ビル・マカティー